# Moluckmunia
Moluckmunia (Lonchura molucca) är en fågel i familjen astrilder inom ordningen tättingar. Den förekommer huvudsakligen i delar av östra Indonesien.

## Utseende och läte
Moluckmunian är en karakteristisk finkliknande fågel med svart huva, ljusbrun halskrage, kraftigt tvärbandad vit undersida och ljus övergump, även den tvärbandad. Ungfågeln är mindre kontrastrikt tecknad, med brun ovansida och beige undersida utan tvärband. Adulta fåglar skiljer sig från fjällig munia genom den svarta huvad och ljusa övergumpen. Ungfågeln har mindre näbb än liknande unga femfärgade munior. Lätet är ett ljust och strävt "krrit", som ett litet plåthorn.

## Utbredning och systematik
Fågeln förekommer i Wallaceas lågland (förutom för Små Sundaöarna). Den antingen som monotypisk eller delas in i två underarter med följande utbredning:
- Lonchura molucca molucca – förekommer på öarna Sangihe och Talaudöarna norr om nordöstra Sulawesi, på Sulawesi med satellitöar, i Sulaöarna, i Moluckerna inklusive Kaiöarna, Tayanduöarna, Gag och Kofiau
- Lonchura molucca molucca – förekommer i Kangeanöarna norr om Bali samt i Små Sundaöarna till Tanimbaröarna i södra Moluckerna

## Levnadssätt
Moluckmunian hittas i öppet landskap i låglänta områden och förberg, som jordbruksmark, busk- och gräsmarker och i skogsbryn. Den ses enstaka eller i smågrupper, mest på marken men kan även sitta i träd och buskar.

## Status
Arten har ett stort utbredningsområde och beståndet anses stabilt. Internationella naturvårdsunionen IUCN listar den därför som livskraftig (LC).